# X-energy
X-energy — американская частная компания по проектированию ядерных реакторов и топлива. Разрабатывает проект высокотемпературного ядерного реактора с газовым охлаждением поколения IV. В январе 2016 года X-energy получила пятилетнее соглашением о сотрудничестве с Министерством энергетики США на сумму $ 53 млн для разработки элементов своего реактора. В 2019 году X-energy получила финансирование от Министерства обороны США на разработку небольших военных реакторов для использования на передовых базах.
В октябре 2020 года министерство энергетики США выбрало компанию в качестве получателя гранта на общую сумму от $ 400 млн до $ 4 млрд в течение следующих 5-7 лет на строительство демонстрационного реактора Xe-100 с галечным слоем и гелиевым теплоносителем.

## Конструкция реактора
Xe-100 представляет собой высокотемпературный ядерный реактор с галечным слоем и газовым охлаждением, который планируется сделать меньше, проще и безопаснее по сравнению с обычными ядерными реакторами. Высокотемпературные газоохлаждаемые реакторы с галечным слоем были впервые предложены в 1944 году. Планируется, что каждый реактор будет вырабатывать 200 МВт тепловой мощности и приблизительно 76 МВт электрической. Топливо для Xe-100 представляет собой сферический топливный элемент или гальку, в котором используются трехструктурно-изотропные частицы (TRISO) с ураном, обогащенным до 20 %, чтобы обеспечить более длительные периоды между перезагрузками топлива

## История
Компания была основана в 2009 году Камом Гаффаряном.
Генеральный директор X-energy — Клэй Селл, ранее занимавший должность заместителя министра энергетики США .